# Xã Hayes, Quận Clay, Kansas
Xã Hayes (tiếng Anh: Hayes Township) là một xã thuộc quận Clay, tiểu bang Kansas, Hoa Kỳ. Năm 2010, dân số của xã này là 222 người.